# بودوخة
بودوخة هو ثاني تجمع سكاني يقع في بلدية عين قشرة التابعة إداريًا لـولاية سكيكدة في الشمال الشرقي للجزائر. كانت مقر بلدية عين قشرة (تحت اسم بلدية الولجة) إبان الاستعمار الفرنسي إثر تأسيسها سنة 1957 .وبعد الاستقلال وفي سنة 1963 نقل مقر البلدية إلى عين قشرة تحت الاسم الحالي بلدية عين قشرة.

## الموقع
تقع بودوخة، في المدخل الغربي لولاية سكيكدة، عبر الطريق الوطني رقم 43 والتي يحدها دائرة الميلية، والسطارة، التابعتان إدرايا إلى ولاية جيجل، من الجهة الغربية، ودائرة عين قشرة من الجهة الشرقية. بلدية الولجة بوالبلوط من الجهة الشمالية، ودائرة أم الطوب من الجهة الجنوبية .

## المرافق
تتربع على مساحة 35.5 كم2، ويقدر عدد سكانها بحوالي 9000 نسمة، وهي تابعة إداريا لدائرة عين قشرة .. حيت تبعد عنها بأكثر من 3 كم .
- متوسطة دريدي السعدي
- للقرية فريق رياضي وهو الشباب الرياضي بودوخة (C R Boudoukha) وقد تأسس هذا النادي في سنة 2018.
- ينشط بها الجمعية الخيرية روح وريحان لنقل وتكفين ودفن جتامين الموتى.